# Князев, Виктор (легкоатлет)
Виктор Князев (род. 2 марта 1925) — советский прыгун с шестом, призёр чемпионатов СССР, участник летних Олимпийских игр 1952 года в Хельсинки. На предварительных соревнованиях Олимпиады выполнил квалификационный норматив 4,00 м. В финале показал результат 4,20 м, который позволил ему занять 8-е место. Вместе с Князевым в прыжках с шестом команду СССР представляли Пётр Денисенко и Владимир Бражник. Советские атлеты в этой дисциплине остались без наград: Денисенко занял 4-е место, а Бражник — 7-е.

## Выступления на чемпионатах СССР
- Чемпионат СССР по лёгкой атлетике 1946 года:
  - Прыжок с шестом —  (3,80);
- Чемпионат СССР по лёгкой атлетике 1947 года:
  - Прыжок с шестом —  (3,90);
- Чемпионат СССР по лёгкой атлетике 1949 года:
  - Прыжок с шестом —  (4,18);
- Чемпионат СССР по лёгкой атлетике 1950 года:
  - Прыжок с шестом —  (4,20);
- Чемпионат СССР по лёгкой атлетике 1951 года:
  - Прыжок с шестом —  (4,15);
- Чемпионат СССР по лёгкой атлетике 1952 года:
  - Прыжок с шестом —  (4,20);
- Чемпионат СССР по лёгкой атлетике 1953 года:
  - Прыжок с шестом —  (4,30);
- Чемпионат СССР по лёгкой атлетике 1954 года:
  - Прыжок с шестом —  (4,40);